# Milton Gray
Milton « Milt » Gray est un réalisateur américain pour la télévision. Il a notamment réalisé deux épisodes pour Les Simpson et 61 épisodes pour Mon petit poney.

## Filmographie

### Réalisateur

#### PourLes Simpson
| Année | Titre                           | Titre original      | Saison | Épisode | Scénariste                                              |
| ----- | ------------------------------- | ------------------- | ------ | ------- | ------------------------------------------------------- |
| 1990  | L'Espion qui venait de chez moi | The Crepes of Wrath | 1      | 11      | George Meyer, Sam Simon, John Swartzwelder et Jon Vitti |
| 1998  | Un Homer à la mer               | Simpson Tide        | 9      | 19      | Joshua Sternin, Jeffrey Ventimilia                      |

#### Autres
- 1984 : My Little Pony
- 1986 : Clair de lune (2 épisodes)
- 1986 : Les Luxioles
- 1986 : Potato Head Kids
- 1986-1987 : Mon petit poney (61 épisodes)
- 1990 : Les Personnages animés préférés à la rescousse

### Acteur
- 1967 : Stop Look and Listen